# Nederlandse kampioenschappen veldrijden 2011
De Nederlandse kampioenschappen veldrijden 2011 werden verreden op zaterdag 8 en zondag 9 januari 2011 in Sint-Michielsgestel bij landgoed Grote Ruwenberg. In 2017 werd op hetzelfde terrein ook de Nederlandse kampioenschappen verreden.

## Uitslagen

### Mannen elite
Lars Boom was titelverdediger bij de heren, nadat hij in de voorgaande vier jaren de titel had opgeëist. Er stonden 27 renners in de elite-klasse aan de start. Boom won zijn vijfde titel en liet Gerben de Knegt en Eddy van IJzendoorn achter zich op de tweede en derde plaats.
| Plaats                    | Naam                | Tijd    |
| ------------------------- | ------------------- | ------- |
| Nederlandse kampioenstrui | Lars Boom           | 1:05.14 |
| Zilver                    | Gerben de Knegt     | + 12    |
| Brons                     | Eddy van IJzendoorn | + 41    |
| 4                         | Thijs van Amerongen | + 44    |
| 5                         | Thijs Al            | + 52    |
| 6                         | Patrick van Leeuwen | + 1.03  |
| 7                         | Mitchell Huenders   | + 1.50  |
| 8                         | Roy van Heeswijk    | + 2.43  |
| 9                         | Niels Wubben        | z.t.    |
| 10                        | Bram Schmitz        | + 2.56  |

### Vrouwen elite
Daphny van den Brand was de titelverdedigster waarbij zij in het voorgaand jaar haar elfde titel had gewonnen. Van den Brand werd tweede, achter Marianne Vos, die haar eerste nationale titel in het veldrijden won. Vos won de strijd van 25 vrouwen voor Daphny van den Brand en Sanne van Paassen.
| Plaats                    | Naam                   | Tijd   |
| ------------------------- | ---------------------- | ------ |
| Nederlandse kampioenstrui | Marianne Vos           | 43.15  |
| Zilver                    | Daphny van den Brand   | + 2    |
| Brons                     | Sanne van Paassen      | + 23   |
| 4                         | Linda van Rijen        | + 2.08 |
| 5                         | Sophie de Boer         | + 2.13 |
| 6                         | Arenda Grimberg        | + 2.42 |
| 7                         | Laura Turpijn          | + 3.08 |
| 8                         | Tessa van Nieuwpoort   | + 3.23 |
| 9                         | Reza Hormes-Ravenstijn | + 3.42 |
| 10                        | Lana Verberne          | + 4.49 |

### Mannen beloften
| Plaats                    | Naam                    | Tijd   |
| ------------------------- | ----------------------- | ------ |
| Nederlandse kampioenstrui | Lars van der Haar       | 53.06  |
| Zilver                    | Mike Teunissen          | + 15   |
| Brons                     | Gert-Jan Bosman         | z.t.   |
| 4                         | Michiel van der Heijden | + 22   |
| 5                         | Twan van den Brand      | + 46   |
| 6                         | Micki van Empel         | + 1.09 |
| 7                         | David van der Poel      | + 1.13 |
| 8                         | Kobus Hereijgers        | z.t.   |
| 9                         | Tijmen Eising           | + 1.50 |
| 10                        | Nils van Kooij          | + 1.52 |

### Jongens Junioren
| Plaats                    | Naam             | Tijd   |
| ------------------------- | ---------------- | ------ |
| Nederlandse kampioenstrui | Danny van Poppel | 41.26  |
| Zilver                    | Stan Godrie      | + 3    |
| Brons                     | Douwe Verberne   | + 10   |
| 4                         | Koen Weijers     | + 23   |
| 5                         | Jaap de Man      | + 44   |
| 6                         | Erik Kramer      | + 49   |
| 7                         | Twan Brusselman  | + 54   |
| 8                         | Pjotr van Beek   | + 55   |
| 9                         | Tim Ariesen      | + 1.03 |
| 10                        | Jeroen Meijers   | + 1.50 |

Kampioenschappen:  Wereldkampioenschappen · 
 Europese kampioenschappen · 
 Belgische kampioenschappen · 
 Nederlandse kampioenschappen
Klassementen:  Wereldbeker · 
 Superprestige · 
 GvA Trofee · 
 TOI TOI Cup · 
 Challenge national
Overig:  Fidea Cyclocross Classics
1963 · 
1964 · 
1965 · 
1966 · 
1967 · 
1968 · 
1969 · 
1970 · 
1971 · 
1972 · 
1973 · 
1974 · 
1975 · 
1976 · 
1977 · 
1978 · 
1979 · 
1980 · 
1981 · 
1982 · 
1983 · 
1984 · 
1985 · 
1986 · 
1987 · 
1988 · 
1989 · 
1990 · 
1991 · 
1992 · 
1993 · 
1994 · 
1995 · 
1996 · 
1997 · 
1998 · 
1999 · 
2000 · 
2001 · 
2002 · 
2003 · 
2004 · 
2005 · 
2006 · 
2007 · 
2008 · 
2009 · 
2010 ·
2011 ·
2012 ·
2013 ·
2014 ·
2015 ·
2016 ·
2017 ·
2018 ·
2019 ·
2020 ·
2021 ·
2022 ·
2023 · 2024 · 2025